# Parfait Mandanda
Parfait Mandanda (Nevers, 1989. október 10. –) francia születésű és korosztályos válogatott labdarúgó, de felnőttek között a kongói DK válogatott tagja. Jelenleg a belga Charleroi játékosa.

## Család
Testvére, Steve Mandanda a francia labdarúgó-válogatott és az Olympique de Marseille kapusa. A másik testvére, Riffi Mandanda is szintén labdarúgó, jelenleg az SM Caen játékosa.